# Traianos Dellas
Traianos Dellas (în greacă Τραϊανός Δέλλας; n. 31 ianuarie 1976, în Salonic, Grecia) este un fost fotbalist grec și actual antrenor al clubului AEK Atena.

## Statistici

### Internațional
| Națională                                                                           | Sezon | Meciuri | Goluri |
| ----------------------------------------------------------------------------------- | ----- | ------- | ------ |
| Grecia                                                                              | 2001  | 01      | 0      |
| Grecia                                                                              | 2002  | 04      | 0      |
| Grecia                                                                              | 2003  | 07      | 0      |
| Grecia                                                                              | 2004  | 13      | 1      |
| Grecia                                                                              | 2005  | 02      | 0      |
| Grecia                                                                              | 2006  | 05      | 0      |
| Grecia                                                                              | 2007  | 07      | 0      |
| Grecia                                                                              | 2008  | 12      | 0      |
| Grecia                                                                              | 2009  | 02      | 0      |
| Total                                                                               | Total | 53      | 1      |
| Actualizat: 2010-3-03 Sursă: Traianos Dellas pe site-ul National-Football-Teams.com |       |         |        |

## Goluri internaționale
| # | Dată       | Stadion                            | Adversar | Scor | Rezultat | Competiție     |
| - | ---------- | ---------------------------------- | -------- | ---- | -------- | -------------- |
| 1 | 2004-07-01 | Estádio do Dragão, Porto, Portugal | Cehia    | 1–0  | 1–0      | UEFA Euro 2004 |

## Palmares

### Ca jucător
AEK Atena
- Cupa Greciei (2): 1999–00, 2010–11

 Grecia
- Campionatul European de Fotbal: 1

2004
Individual
- Campionatul European de Fotbal — Echipa Turneului: 1

2004

### Ca antrenor
AEK Atena
- Football League 2 (1): 2013–14